# Tirna vzpenjača
Funikular, železniška vzpenjača ali tirna vzpenjača je tirnično vozilo, ki se vzpenja (ali spušča) po železniških tirih z velikim naklonom. Pri funikularju sta oba vagona povezana s kablom; ko se en vagon spušča, se drugi vzpenja - na ta način se porabi manj energije. V večini primer se za pogon uporablja elektriko, v nekaterih primerih pa tudi vodo.